# مونا لیزا (ترانه جی-هوپ)
«مونا لیزا» (انگلیسی: Mona Lisa) ترانه‌ای از جی-هوپ، رپر اهل کره جنوبی از گروه بی‌تی‌اس است. این ترانه نخستین بار در دو ایستگاه تور هوپ آن د استیج در بارکلیز سنتر در بروکلین، ایالات متحده اجرا شد و سپس در ۲۱ مارس ۲۰۲۵ همراه با موزیک ویدئو به‌طور رسمی منتشر گردید. تهیه‌کنندگی این ترانه بر عهدهٔ بلیک اسلتکین، کشمر کت و میسوگی بوده است.

## پیش‌زمینه
در ۱۳ و ۱۴ مارس ۲۰۲۵، جی-هوپ بخش آمریکای شمالی تور هوپ آن د استیج را با دو اجرا در بارکلیز سنتر در نیویورک آغاز کرد. او در این اجراها برای نخستین بار ترانهٔ «مونا لیزا» را اجرا کرد و خطاب به حاضران گفت که این ترانه «بیانی از عشق» او به آرمی (طرفداران بی‌تی‌اس) است. مدتی بعد، تاریخ انتشار رسمی تک‌آهنگ یعنی ۲۱ مارس در پلتفرم وی‌ورس اعلام شد. در ۱۹ مارس، تیزری سی ثانیه‌ای از این قطعه منتشر شد.

## جدول‌های موسیقی
| جدول (۲۰۲۵)                       | بالاترین جایگاه |
| ۳۷                                |                 |
| --------------------------------- | --------------- |
| کانادا (۱۰۰ تک‌آهنگ داغ کانادا)    | ۶۹              |
| ۲۰۰ آهنگ جهانی (بیلبورد)          | ۱۴              |
| ژاپن (ژاپن هات ۱۰۰)               | ۹۴              |
| ژاپن دیجیتال (اوریکون)            | ۹               |
| تک‌آهنگ‌های داغ نیوزیلند (آرام‌ان‌زی) | ۸               |
| فیلیپین (فیلیپین هات ۱۰۰)         | ۳۸              |
| روسیه استریمینگ (تاپ‌هیت)          | ۸۶              |
| سنگاپور (آرآی‌ای‌اس)                | ۲۲              |
| کره جنوبی (سرکل)                  | ۸۴              |
| تک‌آهنگ‌های بریتانیا (اوسی‌سی)       | ۵۶              |
| بیلبورد هات ۱۰۰ ایالات متحده      | ۶۵              |

## تاریخچه انتشار
| منطقه | تاریخ        | فرمت                  | ورژن          | ناشر    | منابع  |
| ----- | ------------ | --------------------- | ------------- | ------- | ------ |
| مختلف | ۲۱ مارس ۲۰۲۵ | دانلود دیجیتال استریم | Original      | بیگ هیت | [ ۲۰ ] |
| مختلف | ۲۵ مارس ۲۰۲۵ | دانلود دیجیتال استریم | Remixes       | بیگ هیت | [ ۲۱ ] |
| مختلف | ۱ آوریل ۲۰۲۵ | دانلود دیجیتال استریم | Remix so fine | بیگ هیت | [ ۲۲ ] |